# 張國珍
張國珍（1521年—？年），字廷重，號懷覃，四川重慶府永川縣人，民籍，治《書經》。

## 生平
十二月初三日生，行一，由國子生中式四川鄉試第十三名舉人，會試中式第一百十二名。年三十三歲中式嘉靖三十二年癸丑科第三甲第二百八十八名進士。吏部观政，授兵部主事，升工部採木郎中。升陕西西宁兵备副使，四十四年十二月以御史雷稽古劾其不职，令閑住。

## 家族
曾祖張太全；祖張翼；父張盈漢；母鄔氏。具慶下，妻崔氏，繼妻宋氏；孫氏；弟國瑤；國卿（生员）。